# 北希爾斯 (紐約州)
北希爾斯（英語：North Hills）是位於美國紐約州拿騷縣的村。

## 人口
根據2020年美國人口普查的數據，北希爾斯的面積為7.14平方千米，皆為陸地。當地共有人口5464人，而人口密度為每平方千米765人。